# Cecilia Pederson
Cecilia Pederson es un personaje antagonista de la franquicia Saw, sirviendo como villana principal en la película Saw X (2023), y Saw XI, próxima a estrenar en 2024. Es interpretado por la actriz noruega Synnøve Macody Lund.

## Biografía
Cecilia Pederson nació en Oslo, Noruega. Su padre, el doctor Finn Pederson se convirtió en un médico revolucionario, el cual utilizando recursos privados, y al margen del conocimiento de las grandes farmacéuticas, descubrió la cura de algunas de las enfermedades más complejas que han azotado a la humanidad en los últimos años. Pederson creció siguiendo su ejemplo y se convirtió en médico al igual que su padre, sin embargo, su ambición por el dinero fácil y los lujos la llevaron a estafar personas en situaciones precarias de países en vías de desarrollo como México y Bolivia, utilizando a su favor una jerga pseudmédica y la prestigiosa imagen de su padre como gancho de clientes fáciles.

## Personalidad
Para el público, Cecilia Pederson parece una buena mujer trabajadora dispuesta a experimentar con cualquier método para curar cualquier enfermedad como jefa del Proyecto Pederson. Sin embargo, en realidad es una estafadora oportunista y despiadada. No le importan las personas a las que engaña haciéndoles creer que puede curarlas, ni utilizar la reputación de su padre para fomentar sus mentiras. Su única preocupación es su propio beneficio.
Incluso cuando fue capturada en el juego de Jigsaw y se vio obligada a ver morir a sus socios, sólo vio como una ganancia para ella la cantidad de dinero de su estafa que podía conservar, incluso matando a uno de ellos ella misma. Arrogante y delirante en su autoestima, se deleita con la idea de ser más astuta que los demás y también es muy vengativa, dispuesta incluso a poner en peligro a niños cercanos a sus enemigos con tal de vengarse.